# Brachyopidae
De Brachyopidaezijn een familie of clade van uitgestorven Temnospondyli. Ze evolueerden in het Vroeg-Mesozoïcum en waren meestal aquatisch. Een fragmentarische vondst uit Lesotho, Afrika, is naar schatting zeven meter lang, de grootste 'amfibie' die ooit heeft geleefd op Prionosuchus na. Brachyopiden waren de enige groep temnospondylen tot overleefden tot in het Jura, afgezien van hun zusterfamilie Chigutisauridae. Ze zijn gevonden in het Jura van Azië.
In 1885 benoemde Richard Lydekker een familie Brachyopidae om Brachyops een plaats te geven.
In 2000 definieerden Anne Warren-Howie en Claudia Marsicano een clade Brachyopidae als de groep bestaande uit Brachyops en alle soorten nauwer verwant aan Brachyops dan aan Pelorocephalus.
Verschillende typerende kenmerken werden aangegeven. De tandrijen op het verhemelte zijn gereduceerd. De opgaande tak van het pterygoïde is licht hol en heeft aan de binnenzijde niet de vorm van een beenstijl. De incisurae oticae en de hoorns van de tabularia zijn afwezig of sterk gereduceerd. De fenestra posttemporalis is even hoog als breed. De maximale breedte van de gepaarde interpterygoïde holten bedraagt meer dan negentig procent van hun lengte. In de onderkaak is de zone achter het kaakgewricht extreem langwerpig en mist een foramen chordatympanicum. Het articulare ligt beneden het niveau van de dentaire tandenrij en heeft slechts een langwerpige beentong als bijdrage aan de zone achter het kaakgewricht, terwijl een tak naar het prearticulare ontbreekt. De opgaande tak van het sleutelbeen is staafvormig en helt naar achteren.

## Geslachtenlijst
- Banksiops
- Batrachosaurus
- Batrachosuchoides
- Batrachosuchus
- Brachyops
- Gobiops
- Notobrachyops
- Platycepsion
- Sinobrachyops
- Vanastega
- Xenobrachyops